# Polar Satellite Launch Vehicle
Polar Satellite Launch Vehicle (PSLV) (rakieta nośna [dla] satelitów [na orbitach] polarnych) – indyjska wieloczłonowa rakieta nośna przeznaczona do wynoszenia w kosmos satelitów mających krążyć po polarnych orbitach okołoziemskich. Opracowana przez ISRO w celu wynoszenia satelitów serii Indian Remote Sensing na polarne orbity synchroniczne ze Słońcem. Do pojawienia się PSLV, komercyjnie taką usługę świadczyli tylko Rosjanie. Należy do indyjskiej rodziny rakiet SLV.
Wariantem podstawowym jest PSLV D, zapisywana przeważnie bez literowego oznaczenia. Drugim wariantem jest PSLV C. Wariant CA nie posiada silników dodatkowych na paliwo stałe. Wariant XL ma udźwig większy o 200 kg dzięki ulepszonym rakietom dodatkowym.

## Chronologia startów wersji D
Inne oznaczenie tej wersji to PSLV-G (1).
1. 20 września 1993, 05:12 GMT; s/n D1; miejsce startu: Sriharikota (PSLV-1), Indie
Ładunek: IRS-P1; Uwagi: start nieudany – błąd w oprogramowaniu systemu kontroli wysokości 2. i 3. członu rakiety doprowadził do jej zejścia z kursu; rakieta spadła do Zatoki Bengalskiej w 700. sekundzie lotu
2. 15 października 1994, 05:05 GMT; s/n D2; miejsce startu: Sriharikota (PSLV-1), Indie
Ładunek: IRS-P2; Uwagi: start udany
3. 21 marca 1996, 04:53 GMT; s/n D3; miejsce startu: Sriharikota (PSLV-1), Indie
Ładunek: IRS-P3; Uwagi: start udany

## Chronologia startów wersji C
Rakiety w poszczególnych startach nie były identyczne, mimo wspólnego oznaczenia PSLV C. Dwie odmiany tej wersji noszą też oznaczenia PSLV-G (2) i PSLV-G (3), różnią się od siebie czwartym członem. Odmiana PSLV-G (2) poleciała w kosmos 3 razy (w 1997, 1999 i 2001 roku), od tej pory wykorzystywana jest wyłącznie odmiana PSLV-G (3).
1. 29 września 1997, 04:47 GMT; s/n C1; miejsce startu: Sriharikota (PSLV-1), Indie
Ładunek: IRS-1D; Uwagi: start częściowo udany – satelita osiągnął orbitę znacznie różniącą się od planowanej
2. 26 maja 1999, 06:22 GMT; s/n C2; miejsce startu: Sriharikota (PSLV-1), Indie
Ładunek: DLR-Tubsat, Oceansat 1, Uribyol 3; Uwagi: start udany
3. 22 października 2001, 04:53 GMT; s/n C3; miejsce startu: Sriharikota (PSLV-1), Indie
Ładunek: BIRD, PROBA, TES; Uwagi: start udany
4. 12 września 2002, 10:23:40 GMT; s/n C4; miejsce startu: Sriharikota (PSLV-1), Indie
Ładunek: Kalpana 1; Uwagi: start udany
5. 17 października 2003, 04:52:08 GMT; s/n C5; miejsce startu: Sriharikota (PSLV-1), Indie
Ładunek: Resourcesat 1; Uwagi: start udany
6. 5 maja 2005, 04:45 GMT; s/n C6; miejsce startu: Sriharikota (PSLV-2), Indie
Ładunek: Cartosat 1, VO-52 HAMSAT; Uwagi: start udany
7. 10 stycznia 2007, 03:53 GMT; s/n C7; miejsce startu: Sriharikota (?), Indie
Ładunek: Cartosat 2, SRE-1, LAPAN-Tubsat, Pehuensat; Uwagi: start udany
8. 20 kwietnia 2011, 04:42 GMT; s/n C16; miejsce startu: Sriharikota (?), Indie
Ładunek: Resourcesat-2, YOUTHSAT, X-SAT; Uwagi: start udany
9. 26 września 2016, 03:42 GMT; s/n C35; miejsce startu: Sriharikota, Indie
Ładunek: ScatSat 1, ALSAT-1B, ALSAT-2B, Pathfinder-1, Pratham, NLS-19, ALSAT-1N, PISat; Uwagi: start udany[2]

## Chronologia startów wersji CA
1. 23 kwietnia 2007, 10:00 GMT; s/n C8; miejsce startu: Sriharikota, Indie
Ładunek: AGILE; Uwagi: start udany
2. 21 stycznia 2008, 03:45 GMT; s/n C10; miejsce startu: Sriharikota, Indie
Ładunek: TechSAR 1; Uwagi: start udany
3. 28 kwietnia 2008, 03:53:51 GMT; s/n C9; miejsce startu: Sriharikota, Indie
Ładunek: Cartosat 2A, IMS-1 oraz 8 nanosatelitów; Uwagi: start udany
4. 20 kwietnia 2009, 01:15 GMT; s/n C12; miejsce startu: Sriharikota, Indie
Ładunek: RISAT-2, ANUSAT; Uwagi: start udany
5. 23 września 2009, 06:21 GMT; s/n C14; miejsce startu: Sriharikota, Indie
Ładunek: OceanSat-2, BeeSat, UWE-2, ITU-pSat1, SwissCube, Rubin 9.1, Rubin 9.2; Uwagi: start udany
6. 12 lipca 2010, 03:52 GMT; s/n C15; miejsce startu: Sriharikota, Indie
Ładunek: Cartosat-2B, ALSAT-2A, NLS 6.1, NLS 6.2, STUDSAT; Uwagi: start udany
7. 12 października 2011, 05:31 GMT; s/n C18; miejsce startu: Sriharikota, Indie
Ładunek: Megha-Tropiques, SRMSat, VesselSat-1, Jugnu; Uwagi: start udany
8. 9 września 2012, 04:23 GMT; s/n C21; miejsce startu: Sriharikota, Indie
Ładunek: SPOT 6, PROITERES; Uwagi: start udany
9. 25 lutego 2013, 12:31 GMT; s/n C20; miejsce startu: Sriharikota, Indie
Ładunek: SARAL oraz 6 satelitów komercyjnych, w tym Near Earth Object Surveillance Satellite; Uwagi: start udany
10. 30 czerwca 2014, 04:22 GMT; s/n C23; miejsce startu: Sriharikota, Indie
Ładunek: SPOT 7 oraz CanX 4, CanX 5, AISat 1, VELOX 1, VELOX P3; Uwagi: start udany
11. 16 grudnia 2015, 12:30 GMT; s/n C29; miejsce startu: Sriharikota, Indie
Ładunek: 6 satelitów komercyjnych dla Indonezji; Uwagi: start udany

## Chronologia startów wersji XL
1. 22 października 2008, 00:52:11 GMT; s/n C11; miejsce startu: Sriharikota, Indie
Ładunek: Chandrayaan-1; Uwagi: start udany
2. 15 lipca 2011, 11:18 GMT; s/n C17; miejsce startu: Sriharikota, Indie
Ładunek: GSAT-12; Uwagi: start udany
3. 26 kwietnia 2012, 00:17 GMT; s/n C19; miejsce startu: Sriharikota, Indie
Ładunek: RISAT-1; Uwagi: start udany
4. 1 lipca 2013, 18:11 GMT; s/n C22; miejsce startu: Sriharikota, Indie
Ładunek: IRNSS-1A; Uwagi: start udany
5. 5 listopada 2013, 09:08 GMT; s/n C25; miejsce startu: Sriharikota, Indie
Ładunek: Mars Orbiter Mission; Uwagi: start udany
6. 4 kwietnia 2014, 11:44 GMT; s/n C24; miejsce startu: Sriharikota, Indie
Ładunek: IRNSS-1B; Uwagi: start udany
7. 14 października 2014, 20:02 GMT; s/n C26; miejsce startu: Sriharikota, Indie
Ładunek: IRNSS-1C; Uwagi: start udany
8. 28 marca 2015, 11:49 GMT; s/n C27; miejsce startu: Sriharikota, Indie
Ładunek: IRNSS-1D; Uwagi: start udany
9. 10 lipca 2015, 16:28 GMT; s/n C28; miejsce startu: Sriharikota, Indie
Ładunek: 5 komercyjnych satelitów; Uwagi: start udany
10. 28 września 2015, 04:30 GMT; s/n C30; miejsce startu: Sriharikota, Indie
Ładunek: Astrosat, LAPAN-A2, exactView 9, 4 nanosatelity Lemur-2; Uwagi: start udany
11. 20 stycznia 2016, 04:01 GMT; s/n C31; miejsce startu: Sriharikota, Indie
Ładunek: IRNSS-1E; Uwagi: start udany[3]
12. 10 marca 2016, 10:31 GMT; s/n C32; miejsce startu: Sriharikota, Indie
Ładunek: IRNSS-1F; Uwagi: start udany
13. 28 kwietnia 2016, 07:20 GMT; s/n C33; miejsce startu: Sriharikota, Indie
Ładunek: IRNSS-1G; Uwagi: start udany
14. 22 czerwca 2016, 03:55 GMT; s/n C34; miejsce startu: Sriharikota, Indie
Ładunek: Cartosat 2C, LAPAN-A3, BIROS, SkySat Gen2-1, GHGSat-D, M3MSat, Swayam, SathyabamaSat, 12 nanosatelitów Flock-2p; Uwagi: start udany
15. 7 grudnia 2016, 04:55 GMT; s/n C36; miejsce startu: Sriharikota, Indie
Ładunek: Resourcesat 2A; Uwagi: start udany
16. 15 lutego 2017, 03:58 GMT; s/n C37; miejsce startu: Sriharikota, Indie
Ładunek: Cartosat 2D, INS-1A, INS-1B, Nayif-1, Al Farabi 1, PEASS, BGUSat, DIDO-2, 88 nanosatelitów Flock-3p, 8 nanosatelitów Lemur-2; Uwagi: start udany – według stanu na rok 2017 to rekordowa liczba satelitów wyniesionych na orbitę okołoziemską w jednym starcie[4].
17. 23 czerwca 2017, 03:59 GMT; s/n C38; miejsce startu: Sriharikota, Indie
Ładunek: Cartosat 2E, NIUSAT, CE-SAT 1, Max Valier Sat, Venta 1, CICERO 6, Blue Diamond, Green Diamond, Red Diamond, COMPASS 2, InflateSail, LituanicaSAT 2, URSA MAIOR, NUDTSat, Pegasus, UCLSat, VZLUsat 1, D-Sat, PACSCISAT, Aalto 1, ROBUSTA 1B, SUCHAI, skCUBE, 8 nanosatelitów Lemur-2; Uwagi: start udany
18. 31 sierpnia 2017, 13:30 GMT; s/n C39; miejsce startu: Sriharikota, Indie,
 Ładunek: IRNSS-1H; Uwagi: start nieudany - nieudana separacja owiewki uniemożliwiła wypuszczenie satelity i jego funkcjonowanie, oraz powodzenie misji[5].
19. 12 stycznia 2018, 03:58 GMT.; s/n C40; miejsce startu: Sriharikota, Indie,
 Ładunek: Cartosat 2F; Uwagi: start udany